# Frederic Sandström
Fredrik Vilhelm (Frederic) Sandström, född 4 januari 1877 i Jönköping, död där 2 januari 1952, var en svensk kompositör. Hans mors flicknamn var du Rietz (uttalas "dyrjè"), och han kallade sig ofta Sandström-Du Rietz. Han var även verksam under pseudonymen Sven du Rietz.
Sandström tillbringade flera år som militärmusiker, först vid Jönköpings regemente med start 1891, därefter vid Elfsborgs regemente. 1904 var han musiksergeant vid Skaraborgs regemente. Utöver denna tjänstgöring försörjde han sig på komposition och musicerande.
Tidvis vårdades han på Venngarns alkoholistanstalt. Han komponerade styckena "Marsch-Venngarn" och "Livet i Venngarn".
Han har komponerat den populära sången "Där näckrosen blommar", som blev internationellt spridd genom filmen Hon dansade en sommar.
Sandström skrev mycket musik för mässingssextett, men inte särskilt många verk för stor musikkår. Bland undantagen märks marschen F-Båten, som skrevs 1912 inför byggandet av skeppet som kallades så.
Av hans många verk för sextett var det åtskilliga stycken som gavs ut i serien Album för mässings-sextett av A Th Nilssons Musikhandel i Norrköping.

## Filmmusik
- 1975 – Ungkarlshotellet